# Monturque
Monturque er en by og kommune i det sydlige Spanien i provinsen Córdoba. Den har et indbyggertal på 1.933 (2024) indbyggere.